# Rovensko (Slowakije)

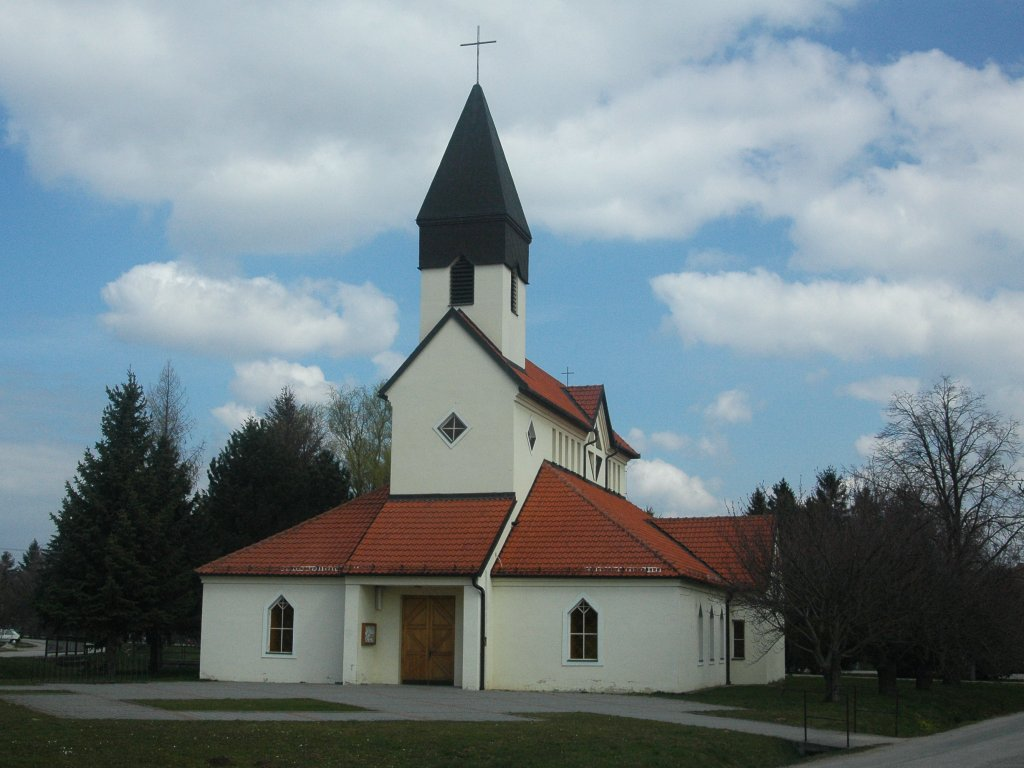
Rovensko

Rovensko (Hongaars: Berencsróna) is een Slowaakse gemeente in de regio Trnava, en maakt deel uit van het district Senica.
Rovensko telt 419 inwoners.